# Titularbistum Eriza
Eriza ist ein Titularbistum der römisch-katholischen Kirche. 
Es geht zurück auf ein untergegangenes Bistum der antiken Stadt Eriza in der kleinasiatischen Landschaft Karien im Südwesten der heutigen Türkei, das der Kirchenprovinz Stauropolis angehörte.
| Titularbischöfe von Eriza |                                 |                                                    |                   |                   |
| Nr.                       | Name                            | Amt                                                | von               | bis               |
| 1                         | Joseph Bach MSC                 | Apostolischer Vikar von Gilbert Islands (Kiribati) | 26. Januar 1927   | 22. Mai 1943      |
| 2                         | Raymond-Marie-Marcel Piquet MEP | Apostolischer Vikar von Quy Nhon (Vietnam)         | 11. November 1943 | 24. November 1960 |
| 3                         | Octave-Louis Pasquet            | emeritierter Bischof von Sées (Frankreich)         | 31. März 1961     | 11. Juli 1961     |